# Giải vô địch bóng đá câu lạc bộ nữ châu Á 2020
Giải vô địch bóng đá Câu lạc bộ nữ châu Á 2020 dự kiến là lần thứ 2 tổ chức của giải đấu vô địch bóng đá câu lạc bộ nữ châu Á do AFC tổ chức, các trận đấu sẽ được tổ chức từ ngày 9 tháng 11 đến ngày 14 tháng 11 năm 2020. Sáu câu lạc bộ từ sáu hiệp hội sẽ thi đấu trong mùa giải này, còn được gọi là Giải vô địch Câu lạc bộ Pilot FIFA-AFC 2020.
Nippon TV Beleza của Nhật Bản là đương kim vô địch.